# Vic-Fezensac
Vic-Fezensac település Franciaországban, Gers megyében. Lakosainak száma 3578 fő (2022. január 1.). Vic-Fezensac Bezolles, Caillavet, Castillon-Debats, Dému, Justian, Lannepax, Marambat, Mourède, Préneron, Roquebrune, Rozès, Saint-Jean-Poutge és Saint-Paul-de-Baïse községekkel határos.

## Népesség
A település népessége az elmúlt években az alábbi módon változott:
| Lakosok száma | 3966 | 3978 | 3683 | 3592 | 3563 | 3488 | 3474 | 3546 | 3583 | 3578 |
|               | 1968 | 1982 | 1990 | 2006 | 2013 | 2015 | 2017 | 2019 | 2020 | 2022 |